# Maynard (Massachusetts)
Maynard város az USA Massachusetts államában, Middlesex megyében. Lakosainak száma 10 746 fő (2020. április 1.).

## Népesség
A település népességének változása:

| 2010 | 10 106 |
| 2020 | 10 746 |